# 水卿謨
水卿謨（1553年—？），字禹陳，號海若，浙江寧波府鄞縣人，民籍，明朝政治人物。

## 生平
萬曆十年（1582年）壬午科浙江鄉試八十三名，萬曆十四年（1586年）丙戌科會試一百九十二名，登三甲第一百十一名進士。吏部观政，本年八月除知寧國縣，严明果断，吏治肃然，民德之。十七年二月調繁丹阳，以勞卒官。

## 家族
曾祖水鉛；祖父水朝佩，曾任福建布政司理問；父水承憲，曾任侍養生員。母紀氏。具庆下。